# Ариана Мари
Ариана Мари (англ. Ariana Marie; настоящее имя — Хейли Мари Уоменс, англ. Hali Marie Waumans; род. 15 марта 1993, Даллас) — американская порноактриса и модель ню.

## Карьера
Имеет смешанные немецкие, ирландские, пуэрто-риканские и бельгийские корни. С раннего возраста обучалась танцам. В детстве вместе с семьёй переехала в Клируотер, Флорида, где выросла и получила высшее образование. В 16 лет потеряла девственность со своим парнем. У Арианы есть старшие брат и сестра.
Дебютировала в порноиндустрии в сентябре 2013 года в возрасте 20 лет. Её первая сцена, где она снялась вместе с Жизелью Мари и Дэнни Маунтином, была для портала PornPros.
В мае 2014 года Ариана стала Hustler Honey of the Month и появилась на обложке данного журнала. В ноябре того же года стала «Киской месяца» (Pet of the Month) по версии журнала Penthouse. В 2015 году была признана Treat of the Year по итогам голосования на порносайте Twistys. В конце 2017 года была названа Cherry of the Year порносайтом Cherry Pimps. Ровно через четыре года после первой фотосессии для журнала Hustler повторно снялась в качестве Honey of the Month для майского выпуска журнала. В августе 2020 года избрана студией Vixen Ангелом года.
В марте 2016 года впервые исполнила анальный секс в фильме The Art of Anal Sex 2 студии Tushy.
В октябре 2018 года была объявлена победительницей премии NightMoves Award в категории «Лучшее тело» (по версии редакции).
По состоянию на октябрь 2018 года снялась в более чем 300 порнофильмах.
Также является владелицей производственной компании Vuluce и партнёршей по бизнесу (вместе с Кендрой Ласт) агентства Sylvaria. Помимо этого и съёмок в порнофильмах, также работает стриптизёршей. В начале июля 2017 года появилась в «Голых новостях».
Замужем за бывшим порноактёром. В настоящее время проживает в Лас-Вегасе. В ноябре 2022 года написала в своём твиттере о рождении дочери.

## Достижения
- Hustler — Honey of the Month (май 2014)[6][7].
- Penthouse — Pet of the Month (ноябрь 2014)[8][9].
- Twistys — Treat of the Month (ноябрь 2014)[24].
  - Treat of the Year (2015)[10].
- Vixen — Angel of the Month (октябрь 2016)[25].
  - Angel of the Year (2020)[14].
- Cherry Pimps — Cherry of the Month (апрель 2017)[26].
  - Cherry of the Year (2018)[11].
- Bang! — Ambassador of the Month (март 2018)[27].

## Награды и номинации

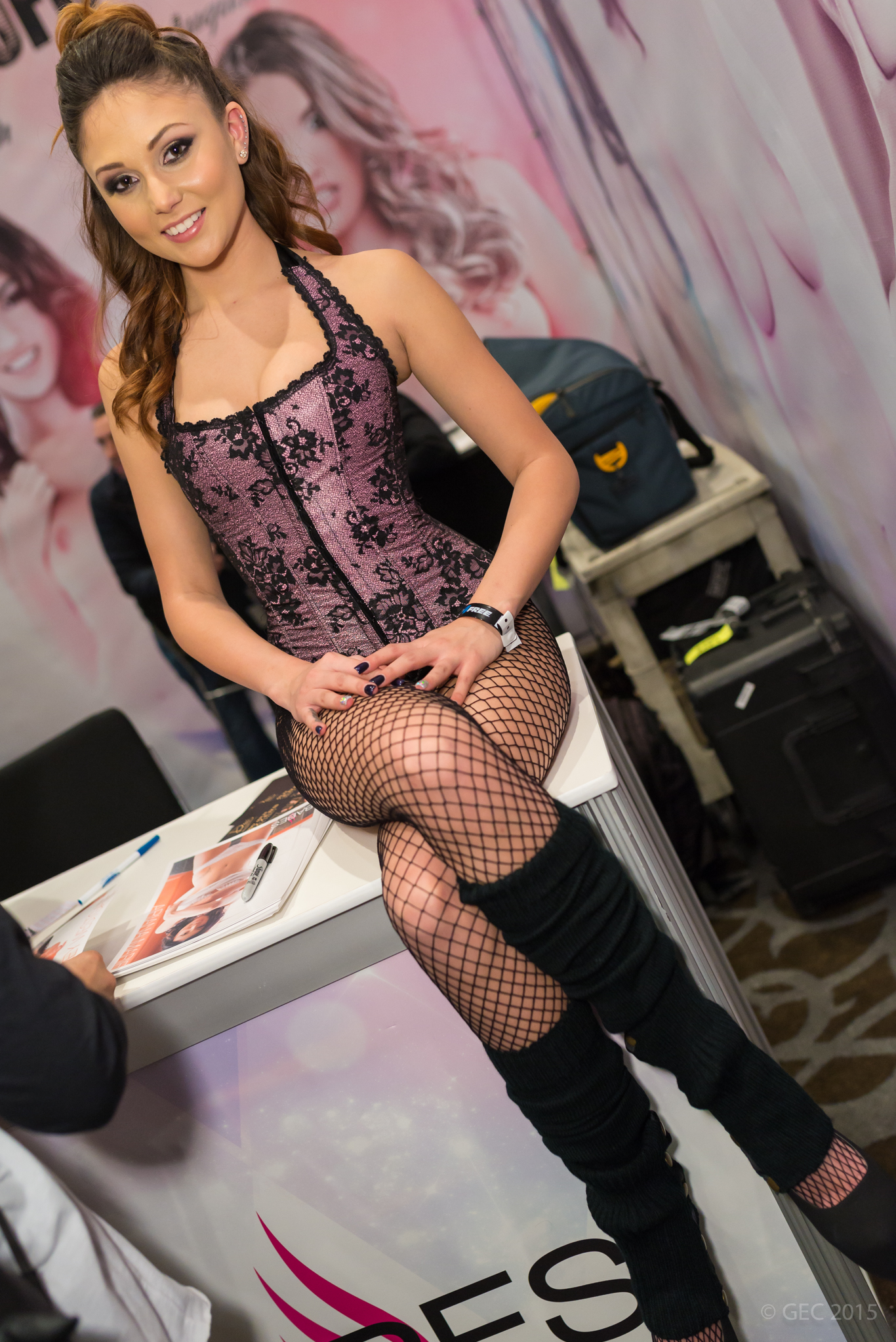
Ариана Мари на AVN Expo 2015

| Год  | Награда                    | Результат | Категория | Фильм                                                    |
| ---- | -------------------------- | --------- | --- | -------------------------------------------------------- |
| 2014 | NightMoves Award           | Номинация | Лучшая новая старлетка | н/д                                                      |
| 2015 | AVN Award                  | Номинация | Лучшая новая старлетка | н/д                                                      |
| 2015 | AVN Award                  | Номинация | Лучшая сцена триолизма (Д/Д/П) (вместе с Кейшей Грей и Мануэлем Феррарой) | Keisha                                                   |
| 2015 | AVN Award                  | Номинация | Награда поклонников: самый милый новичок | н/д                                                      |
| 2015 | Spank Bank Technical Award | Победа    | Ariana Grande’s Sluttier Doppleganger | н/д                                                      |
| 2015 | XBIZ Award                 | Номинация | Лучшая новая старлетка | н/д                                                      |
| 2016 | AVN Award                  | Номинация | Лучшая сцена триолизма (Д/Д/П) (вместе с Джиллиан Джансон и Эриком Эверхардом) | Just Jillian                                             |
| 2016 | AVN Award                  | Номинация | Лучшая сцена триолизма (П/П/Д) (вместе с Джулсом Джорданом и Крисом Строуксом) | Slut Puppies 9                                           |
| 2016 | XBIZ Award                 | Номинация | Лучшая сцена секса — только секс (вместе с Джиллиан Джансон и Эриком Эверхардом) | Just Jillian                                             |
| 2017 | AVN Award                  | Номинация | Лучшая анальная сцена (вместе с Миком Блу) | The Art of Anal Sex 2                                    |
| 2017 | AVN Award                  | Номинация | Лучшая лесбийская сцена (вместе с Ксандрой Сикс) | Let It Ride                                              |
| 2017 | DVDerotik Award            | Номинация | Тело года | н/д                                                      |
| 2017 | NightMoves Award           | Номинация | Наиболее недооценённая исполнительница | н/д                                                      |
| 2017 | Spank Bank Award           | Победа    | Tightest Twat | н/д                                                      |
| 2017 | XBIZ Award                 | Номинация | Лучшая сцена секса — виньетка (вместе с Миком Блу) | The Art of Anal Sex 2                                    |
| 2018 | AVN Award                  | Номинация | Лучшая анальная сцена (вместе с Кристианом Клэем) | Natural Beauties 2                                       |
| 2018 | AVN Award                  | Номинация | Лучшая сцена триолизма (Д/Д/П) (вместе с Кристианом Клэем и Марли Бринкс) | The Art of Anal Sex 4                                    |
| 2018 | AVN Award                  | Номинация | Лучшая сцена триолизма (П/П/Д) (вместе с Джейком Джейсом и Диланом Сноу) | Nerds                                                    |
| 2018 | ED Award                   | Победа    | Порноактриса года | н/д                                                      |
| 2018 | Fleshbot Award             | Номинация | Лучшая сцена парень/девушка (вместе с Джонни Кастлом) | Ariana Marie                                             |
| 2018 | NightMoves Award           | Номинация | Лучшая исполнительница | н/д                                                      |
| 2018 | NightMoves Award           | Победа    | Лучшее тело (выбор редакции) | н/д                                                      |
| 2018 | Spank Bank Technical Award | Победа    | Best Lingerie/Heels Collection | н/д                                                      |
| 2018 | XBIZ Award                 | Номинация | Исполнительница года | н/д                                                      |
| 2019 | AVN Award                  | Номинация | Исполнительница года | н/д                                                      |
| 2019 | AVN Award                  | Номинация | Лучшая лесбийская групповая сцена (вместе с Айви Лебелль, Джоанной Энджел и Катриной Джейд) | I Know Who You Fucked Last Halloween                     |
| 2019 | AVN Award                  | Номинация | Лучшая лесбийская сцена (вместе с Джилл Кэссиди) | Ariana Marie: A Little Bit Harder                        |
| 2019 | AVN Award                  | Номинация | Лучшая сцена двойного проникновения (вместе с Маркусом Дюпри и Стивом Холмсом) | Ariana Marie: A Little Bit Harder                        |
| 2019 | AVN Award                  | Номинация | Лучшая сцена секса в виртуальной реальности (вместе с Афиной Паломино, Джастином Хантом и Райли Рейес) | Fidelo: The Penthouse Soiree                             |
| 2019 | AVN Award                  | Номинация | Лучшая сцена секса парень/девушка (вместе с Ксандером Корвусом) | XXX Parodies                                             |
| 2019 | AVN Award                  | Номинация | Лучшая сцена триолизма (Д/Д/П) (вместе с Алиной Лопес и Джонни Синсом) | Icons                                                    |
| 2019 | AVN Award                  | Номинация | Лучшая сцена триолизма (П/П/Д) (вместе с Биллом Бейли и Томми Пистолом) | I Know Who You Fucked Last Halloween                     |
| 2019 | Fleshbot Award             | Победа    | Лучшая лесбийская сцена (вместе с Джилл Кэссиди) | Ariana Marie: A Little Bit Harder                        |
| 2019 | Fleshbot Award             | Номинация | Лучшая сцена группового секса (вместе с Маркусом Дюпри и Стивом Холмсом) | Ariana Marie: A Little Bit Harder                        |
| 2019 | NightMoves Award           | Номинация | Лучшее тело | н/д                                                      |
| 2019 | Spank Bank Award           | Победа    | Best Legs | н/д                                                      |
| 2019 | Spank Bank Technical Award | Победа    | Best Food Palate | н/д                                                      |
| 2019 | XBIZ Award                 | Номинация | Лучшая сцена — сайт видеоклипов | Ocean Drive                                              |
| 2019 | XRCO Award                 | Номинация | Потрясающая аналистка года | н/д                                                      |
| 2020 | AVN Award                  | Номинация | Лучшая сцена триолизма (Д/Д/П) (вместе с Аидрой Фокс и Миком Блу) | Aidra’s Anal Threesome (из Hardcore Threesomes 3)        |
| 2020 | AVN Award                  | Номинация | Лучшая сцена триолизма (П/П/Д) (вместе с Джонни Кастлом и Карло Каррерой) | Baller Tales — Top-Shelf Pussy                           |
| 2020 | Fleshbot Award             | Номинация | Исполнительница года | н/д                                                      |
| 2020 | XBIZ Award                 | Номинация | Лучшая сцена секса — виньетка (вместе с Вики Чейз и Жаном Валь Жаном) | Anal Threesomes 5                                        |
| 2021 | AVN Award                  | Номинация | Лучшая сцена триолизма (Д/Д/П) (вместе с Джонни Синсом и Эмили Уиллис) | Pushed in the Right Direction (из Threesome Fantasies 7) |
| 2021 | AVN Award                  | Победа    | Мейнстрим-предприятие года (вместе с Айви Вульф, Алиной Лопес, Вики Чейз, Габби Картер, Кирой Нуар, Мией Малковой, Мией Мелано, Нией Наччи, Серай Минкс, Сесилией Лайон, Скарлит Скандал, Скин Даймонд, Эйвери Кристи, Эми Майли и Эмили Уиллис) | Still Be Friends/Moana (музыкальные видео G-Eazy)        |
| 2021 | XBIZ Award                 | Номинация | Премиум-социальная медиазвезда года | н/д                                                      |
| 2021 | XRCO Award                 | Номинация | Невоспетая сирена года | н/д                                                      |
| 2022 | AVN Award                  | Номинация | Лучшая сцена секса от первого лица (вместе с Джулсом Джорданом) | Intimate POV Anal With Ariana Marie                      |

## Избранная фильмография
- 2014 — Art of Romance 3
- 2014 — Casting Couch Amateurs 9
- 2014 — Facialized 1
- 2014 — She’s So Small 2
- 2014 — Slutty Times At Innocent High 3
- 2014 — Super Cute 1
- 2014 — Too Small To Take It All 7
- 2015 — Au Natural
- 2015 — Cuddles
- 2016 — The Art of Anal Sex 2